# 飯山利雄
飯山 利雄（いいやま としお、1931年 <昭和6年> 5月6日 - 2001年 <平成13年> 6月26日）は、日本の政治家。元茨城県日立市長。位階は正六位。勲等は勲四等瑞宝章。

## 経歴
日立市出身。早稲田大学政経学部卒業。
日立市に入り、都市計画部長、市長公室長、教育長を経て、1991年（平成3年）日立市長に当選。1999年（平成11年）4月まで務めた。
2001年6月 死去。死没日付をもって正六位に叙され、勲四等瑞宝章追贈。